# Tony Fox Sales
Tony Fox Sales (Cleveland, Ohio, 26 de septiembre de 1951) es un músico y compositor estadounidense. Regularmente como bajista, Sales y su hermano Hunt trabajaron juntos con artistas y bandas como Todd Rundgren, Iggy Pop y Tin Machine, agrupación liderada por David Bowie.

## Discografía

### Todd Rundgren
- Runt (1970)
- Runt: The Ballad of Todd Rundgren (1971)
- Something/Anything? (1972)

### Iggy Pop
- Kill City (1977)
- Lust for Life (1977)
- TV Eye Live 1977 (1978)

### Tin Machine
- Tin Machine (1989)
- Tin Machine II (1991)
- Tin Machine Live: Oy Vey, Baby (1992)

### Solista
- Hired Guns (2008)